# Пардісвілл (Пенсільванія)
Пардісвілл (англ. Pardeesville) — переписна місцевість (CDP) в США, в окрузі Лузерн штату Пенсільванія. Населення — 574 особи (2020).

## Географія
Пардісвілл розташований за координатами 41°0′3″ пн. ш. 75°58′6″ зх. д. / 41.00083° пн. ш. 75.96833° зх. д. (41.000730, -75.968238).  За даними Бюро перепису населення США в 2010 році переписна місцевість мала площу 1,69 км², уся площа — суходіл.

## Демографія
Згідно з переписом 2010 року, у переписній місцевості мешкали 572 особи в 239 домогосподарствах у складі 161 родини. Густота населення становила 338 осіб/км².  Було 256 помешкань (151/км²).
Расовий склад населення:
| - 97,7 % — білих - 1,0 % — азіатів |

До двох чи більше рас належало 1,2 %. Частка іспаномовних становила 0,7 % від усіх жителів.
За віковим діапазоном населення розподілялося таким чином: 18,7 % — особи молодші 18 років, 63,5 % — особи у віці 18—64 років, 17,8 % — особи у віці 65 років та старші. Медіана віку мешканця становила 43,0 року. На 100 осіб жіночої статі у переписній місцевості припадало 122,6 чоловіків;  на 100 жінок у віці від 18 років та старших — 113,3 чоловіків також старших 18 років.
Середній дохід на одне домашнє господарство  становив 47 591 долар США (медіана — 37 500), а середній дохід на одну сім'ю — 55 614 долари (медіана — 50 125). Медіана доходів становила 50 959 доларів для чоловіків та 31 625 доларів для жінок. За межею бідності перебувало 2,2 % осіб, у тому числі 0,0 % дітей у віці до 18 років та 4,1 % осіб у віці 65 років та старших.
Цивільне працевлаштоване населення становило 128 осіб. Основні галузі зайнятості: освіта, охорона здоров'я та соціальна допомога — 23,4 %, мистецтво, розваги та відпочинок — 20,3 %, виробництво — 19,5 %, роздрібна торгівля — 18,8 %.